# Luetkenotyphlus brasiliensis
Luetkenotyphlus brasiliensis és una espècie d'amfibis gimnofions de la família Caeciliidae. És monotípica del gènere Luetkenotyphlus. Habita a l'Argentina, Brasil i possiblement Paraguai.
Els seus hàbitats naturals inclouen boscos temperats, pastures, plantacions, jardins rurals, àrees urbanes i zones prèviament boscoses ara molt degradades.